# Ворнар, Ян
Ян Во́рнар (в.-луж. Jurij Wjela, 7 марта 1892 года, деревня Горки около Будишина, Саксония, Германия — 20 мая 1999 года, Ворклецы, ГДР) — лужицкий писатель и переводчик. Писал на верхнелужицком языке.

## Биография
Родился 7 марта 1934 года в лужицкой деревне Горка в окрестностях Будишина. После получения среднего образования с 1953 года по 1957 год изучал сорабистику в Лейпцигском университете. С 1958 года преподавал в Сербской гимназии в Будишине и с 1974 года — в сербской школе в деревне Ральбицы. В 1987 году был избран председателем лужицкой рабочей группы при Ассоциации писателей ГДР.
Скончался 20 мая 1999 года в городе Ворклецы.

## Сочинения
Писал детские книги. Одним из самых известных сочинений Яна Ворнара является детская книга «Čapla a Hapla», вышедшая в 1969 году. Написал несколько детских пьес. Занимался переводами на верхнелужицкий язык.
- Opium, Domowina, Bautzen 1965.
- Wajchtar trubi, Domowina, Bautzen 1967.
- Čapla a Hapla. Bajka z našich dnjow. Domowina, Bautzen 1969.
- Dypornak ma ptačka. Domowina, Bautzen 1974.
- Šěrikowe huslički. Domowina, Bautzen 1978.
- Železny pjeršćeń. Domowina, Bautzen 1980.
- Tři rjanolinki. Serbska bajka. Domowina, Bautzen 1985.
- Njebudu mjelčeć. Ze žiwjenja Thälmanna. Domowina, Bautzen 1986.
- Rozpuće. Domowina, Bautzen 1986.
- Mudra wudra a druhe powědki wo zwěrjatach. Domowina, Bautzen 1988.
- Po wsy horje, po wsy dele. Powědki. Domowina, Bautzen 1993.
- Dźiwny stražnik w Sernjanach. Domowina, Bautzen 1994.
- Halo, tu je stonóžka. Domowina, Bautzen 1997.
- Honač Heinrich. Domowina, Bautzen 1998.
- Bombi pyta lód. Domowina, Bautzen 2002.

## Награды
- Дважды лауреат литературной премии «Домовина» (1970 , 1981);
- Лауреат премии имени Якуба Чишинского (1988).